# Valerie Stoll
Valerie Stoll (* 1999 in Berlin) ist eine deutsche Schauspielerin.

## Leben
Valerie Stoll wuchs in Spanien auf, wo ihre Eltern in einer alternativen Gemeinschaft lebten. Im Alter von zwölf Jahren kehrte sie mit ihrer Mutter nach Deutschland zurück und besuchte bis zum Abitur eine Waldorfschule.
Erste Bühnenerfahrungen sammelte sie bei einer Schulaufführung mit der Rolle der Titania in Ein Sommernachtstraum. Ab 2015 spielte sie an mehreren Potsdamer Theatern, u. a. im „T-Werk“ und am Hans-Otto-Theater.
Seit 2017 steht sie für das Fernsehen vor der Kamera. In dem Fernsehfilm Wo kein Schatten fällt (2017), dem dritten Film der „Nordlichter“-Staffel des NDR zum Thema Mystery verkörperte Stoll in ihrer ersten großen Filmrolle die 14-jährige Hanna, eine ruhige Schülerin, die nach drei Jahren im Internat in ihr Heimatdorf zurückkehrt und zu spüren bekommt, dass sie dort unerwünscht ist. In der von Sherry Hormann für das ZDF inszenierten TV-Tragikomödie Wir lieben das Leben, die im April 2018 im ZDF erstausgestrahlt wurde, hatte sie die Nebenrolle der Milly; sie war neben Gustav Schmidt, Mohammed Issa, Ludwig Simon und Melina Fabian eine der Mittelstufenschüler, die unter Anleitung einer engagierten Lehrerin ein Lied von Vicky Leandros für eine Schulaufführung einstudieren.
In der auf mehreren Zeitebenen spielenden Mini-Serie Parfum von Philipp Kadelbach, die im Juni 2018 im Rahmen des Filmfestes München Premiere hatte, wurde Stoll als Elena besetzt. Sie verkörperte auf der Vergangenheitsebene in den Rückblenden der 1990er Jahre neben Oskar Belton, Franziska Brandmeier, Albrecht Felsmann, Leon Blaschke und Julius Nitschkoff ein den Gewaltexzessen einer Jugendclique ausgeliefertes „unschuldiges, einsames“ Mädchen, das später zur abhängigen Ehefrau wird.
Im Fernsehfilm Vernau – Totengebet, der im Januar 2019 im ZDF erstausgestrahlt wurde, spielte sie neben Jan Josef Liefers. In der 2. Staffel der ZDF-Serie SOKO Hamburg (2019) übernahm sie an der Seite von Malte Thomsen eine der Episodenhauptrollen als Aushilfe im Tourismusbüro und Freundin eines tatverdächtigen Aushilfskellners im Hamburger Yachtklub. In der Folge Atemlos (Erstausstrahlung: Januar 2020) aus der ZDF-Krimireihe Helen Dorn, in der Stoll 2018 neben Anna Loos in einer Episodenhauptrolle vor der Kamera stand, verkörperte sie Mona, ein 15-jähriges obdachloses Mädchen, das Zeugin eines Mordes wird. In der 11. Staffel der ZDF-Serie Die Chefin (2020) hatte Stoll eine der Episodenhauptrollen als jüngere Schwester eines an Leukämie erkrankten jungen Mannes, die im Streit ihre Mutter tötet. In der 15. Staffel der ZDF-Serie Notruf Hafenkante (2020) übernahm Stoll eine der Episodenhauptrollen als junge Pianistin Hannah Jacobi, die mit einem Konzert in der Elbphilharmonie kurz vor ihrem internationalen Durchbruch steht. Im ersten Film der 2. Staffel der TV-Reihe Ein Tisch in der Provence, der im April 2021 im Rahmen der ZDF-„Herzkino“-Reihe erstausgestrahlt wurde, verkörperte Stoll eine der Hauptrollen als 18-jährige Abiturientin und Nachhilfelehrerin Magali Blanc, die sich aufgrund einer durch eine Bleivergiftung hervorgerufenen Depression das Leben nehmen will. In der 22. Staffel der ZDF-Serie SOKO Leipzig (2021) übernahm Stoll eine Episodenhauptrolle als „Lolita“ und jugendliche „femme fatale“. In der 18. Staffel der ZDF-Serie SOKO Köln (2021) spielte sie die junge Tanja Winter, deren leiblicher Vater getötet wurde.
In der Mini-Serie Eldorado KaDeWe – Jetzt ist unsere Zeit (2021) verkörperte Stoll in einer der vier Hauptrollen die junge KaDeWe-Verkäuferin Hedi Kron. Im Hamburger Tatort: Tyrannenmord (2022) spielte sie an der Seite von Riccardo Campione und Anselm Bresgott die Internatsschülerin Hanna, die Freundin eines verschwundenen und später tot aufgefundenen Präsidentensohns. In der ab September 2022 erstausgestrahlten ZDF-Krimiserie Mordsschwestern – Verbrechen ist Familiensache übernahm Stoll in der zweiten Episode die Rolle der Zeugin und tatverdächtigen Freundin des getöteten Unfallopfers.
Stoll lebt in Berlin.

## Filmografie
- 2018: Wo kein Schatten fällt (Fernsehfilm)
- 2018: Wir lieben das Leben (Fernsehfilm)
- 2018: Parfum (Fernsehserie, 6 Folgen)
- 2018: Die Pfefferkörner: Abi um jeden Preis (Fernsehserie)
- 2019: Totengebet (Fernsehfilm)
- 2019: SOKO Hamburg: Tödliche Wende (Fernsehserie)
- 2020: Helen Dorn: Atemlos (Fernsehreihe)
- 2020: Großstadtrevier: Der große Tanz (Fernsehserie)
- 2020: Die Chefin: Nachtgestalten (Fernsehserie)
- 2020: Albträumer
- 2020: Notruf Hafenkante: Die große Chance (Fernsehserie)
- 2020: Wilsberg: Alles Lüge (Fernsehserie)
- 2021: Trübe Wolken
- 2021: Ein Tisch in der Provence: Zwei Ärzte im Aufbruch (Fernsehreihe)
- 2021: SOKO Leipzig: Lolita (Fernsehserie)
- 2021: SOKO Köln: Zwei Väter (Fernsehserie)
- 2021: Legal Affairs: Hexenjagd (Fernsehserie)
- 2021: Eldorado KaDeWe – Jetzt ist unsere Zeit (Fernsehmehrteiler)
- 2022: Tatort: Tyrannenmord (Fernsehreihe)
- 2022: Mordsschwestern – Verbrechen ist Familiensache: Totalschaden (Fernsehserie)
- 2023: Intimate (Fernsehserie, 3 Folgen)
- 2023: Das Mädchen von früher (Fernsehfilm)
- 2023: Aufgestaut (Fernsehserie, 6 Folgen)
- 2024ː Wo wir sind, ist oben (Fernsehserie, 8 Folgen)
- 2025: Der Staatsanwalt – Tödliche Nähe (Fernsehserie)